# Lijst van voetbalinterlands Botswana - Zimbabwe (vrouwen)
Deze lijst van voetbalinterlands is een overzicht van alle officiële voetbalinterlands tussen de nationale vrouwenteams van Botswana en Zimbabwe. De landen hebben tot nu toe elf keer tegen elkaar gespeeld. 

## Wedstrijden
| №  | Plaats         | Datum            | Competitie                                | Wedstrijd           | Uitslag |
| -- | -------------- | ---------------- | ----------------------------------------- | ------------------- | ------- |
| 1  | Gaborone       | 14 januari 2012  | Afrikaans kampioenschap 2012 kwalificatie | Botswana − Zimbabwe | 0 − 1   |
| 2  | Harare         | 29 januari 2012  | Afrikaans kampioenschap 2012 kwalificatie | Zimbabwe − Botswana | 2 − 1   |
| 3  | Harare         | 22 december 2012 | Vriendschappelijk                         | Zimbabwe − Botswana | 5 − 0   |
| 4  | Gaborone       | 14 februari 2014 | Afrikaans kampioenschap 2014 kwalificatie | Botswana − Zimbabwe | 0 − 1   |
| 5  | Harare         | 2 maart 2014     | Afrikaans kampioenschap 2014 kwalificatie | Zimbabwe − Botswana | 2 − 1   |
| 6  | Ibhayi         | 10 augustus 2019 | COSAFA Women's Championship 2019          | Botswana − Zimbabwe | 0 − 3   |
| 7  | Port Elizabeth | 9 november 2020  | COSAFA Women's Championship 2020          | Zimbabwe − Botswana | 0 − 1   |
| 8  | Port Elizabeth | 4 oktober 2021   | COSAFA Women's Championship 2021          | Botswana − Zimbabwe | 0 − 3   |
| 9  | Harare         | 18 februari 2022 | Afrika Cup 2022 kwalificatie              | Zimbabwe − Botswana | 1 − 3   |
| 10 | Francistown    | 23 februari 2022 | Afrika Cup 2022 kwalificatie              | Botswana − Zimbabwe | 0 − 2   |
| 11 | Johannesburg   | 11 oktober 2023  | COSAFA Women's Championship 2023          | Zimbabwe − Botswana | 1 − 1   |

## Samenvatting
| Competitie                  | Totaal gespeeld | Winst Botswana | Gelijk | Winst Zimbabwe | Doelsaldo Botswana – Zimbabwe |
| --------------------------- | --------------- | -------------- | ------ | -------------- | ----------------------------- |
| Afrika Cup kwalificatie     | 6               | 1              | 0      | 5              | 5 − 9                         |
| COSAFA Women's Championship | 4               | 1              | 1      | 2              | 2 − 7                         |
| Vriendschappelijk           | 1               | 0              | 0      | 1              | 0 − 5                         |
| Totaal                      | 11              | 2              | 1      | 8              | 7 − 21                        |